# Say Sum
Say Sum è un singolo del gruppo musicale statunitense Migos pubblicato il 22 aprile 2016.

## Tracce
1. Say Sum – 4:06